# Hamataliwa caudata
Hamataliwa caudata là một loài nhện trong họ Oxyopidae.
Loài này thuộc chi Hamataliwa. Hamataliwa caudata được Cândido Firmino de Mello-Leitão miêu tả năm 1929.